# Hành cước
Dụng ngữ Thiền Hành cước (行腳/angya) có nghĩa là đi chu du đây đó nhằm mục đích học hỏi. Cách gọi khác là Du phương (遊方), Du hành (遊行), Vân thủy (雲水) có hai nghĩa là thứ nhất, tăng lữ không có chỗ ở nhất định vì tìm kiếm danh sư hoặc vì tự mình tu trì. Thứ hai, các cuộc tham vấn, đọ sức, trau dồi kinh nghiệm sau khi ngộ đạo, sau đó mới trụ trì giáo hoá kẻ khác.

## Thực hành
Tăng đi du phương gọi là Hành cước tăng. Tăng hành cước, lúc đi du phương có thể mang theo bên mình một số vật thường dùng, nhưng số lượng và chủng loại của vật dụng đều có sự hạn chế nhất định. Thiền Uyển Mông Cầu Thập Di (Vạn Tục 148, 150 hạ) ghi:
巖頭擔鋤頭、行腳到處只做園頭。
Nham Đầu đảm sừ đầu, hành cước đáo xứ chỉ tố viên đầu.
Nham Đầu vác cái bừa hành cước đến nơi nào cũng chỉ làm viên đầu (người lo vườn tược).
Thực hiện các cuộc hành cước loại thứ nhất là các vị đã chấm dứt giai đoạn sơ khởi trong các Thiền viện nhỏ, đi cầu học với các Thiền sư đại gia với hi vọng được thu nhận làm môn đồ (quải tích). Các chuyến đi đó thường thường rất xa, nhọc nhằn và nguy hiểm, là những thử thách thể chất và tinh thần các thiền sinh (chẵng hạn những chuyến Hồi phong hành). Qua việc gặp nhiều hiểm nguy và cảnh ngộ khác nhau, thiền sinh tập luyện một tâm thức dày dặn và tỉnh giác. Hành lý thường là một cái nón vành rộng, nhằm che mắt để thiền sinh bớt rong ruổi theo cảnh tượng bên ngoài. Ngoài ra thiền sinh có một túi nhỏ đựng quần và giày vải. Trên ngực, thiền sinh mang hai bộ áo (mùa hè và mùa đông), đũa ăn cơm, Bát khất thực, dao cạo râu và vài bộ kinh. Trên lưng là áo mưa lá. Một khi thiền sinh đã vượt qua bao gian nan đến nơi, các vị này hay bị từ chối không cho vào, mục đích là thử thách lòng kiên trì. Có khi các vị phải đứng hàng ngày trời chờ đợi, trong mưa gió lạnh lẽo rồi mới được cho vào. Sau đó các vị phải tọa thiền hàng tuần trong sự cô tịch trước khi chính thức được thu nhận làm đệ tử. Câu chuyện sau—được Thiền sư Chí Minh ghi lại trong Vườn thiền rừng ngọc (Thiền uyển dao lâm, bản dịch của Thông Thiền) — trình bày rõ những thử thách khó khăn mà thiền sinh phải vượt qua trước khi được thu nhập làm môn đệ:
"Hoà thượng Diệp Huyện Quy Tỉnh (nối pháp Thủ Sơn Tỉnh Niệm) tính tình nghiêm khắc lạnh lùng, cuộc sống đạm bạc khô khan khiến cho thiền sinh rất kính sợ. Có hai vị thiền sinh là Phù Sơn Pháp Viễn và Thiên Y Nghĩa Hoài riêng đến tham vấn. Gặp lúc mùa đông tuyết rơi, Thiền sư Tỉnh quở mắng thậm tệ rồi lấy nước tạt ướt cả áo quần của chúng tăng. Các vị tăng khác đều giận mà bỏ đi, chỉ còn hai vị Viễn và Hoài ở lại. Họ để nguyên y phục rồi ngồi đợi từ sáng đến trưa, Thiền sư Quy Tỉnh đến quở rằng: Các ngươi chẳng chịu đi, ta sẽ đánh các ngươi! Viễn đến trước mặt Quy Tỉnh thưa: Hai đứa con đi từ ngàn dặm đến để tham học với Hoà thượng, há vì một gáo nước của Thầy tạt mà bỏ đi. Nếu Thầy có đánh chết, con cũng chẳng chịu đi. Quy Tỉnh cười nói: Hai ông muốn tham thiền ư? Hãy vào nhà cất hành lý."
Thuộc vào loại thứ hai là các chuyến hành cước sau khi đạt đạo, khi các vị Thiền sư muốn trau dồi kinh nghiệm giác ngộ với những bậc thượng thủ khác trước khi trụ trì hoằng hoá chúng sinh. Chính những cuộc tiêu diêu và những Pháp chiến sản sinh từ đây là một trong những điểm đặc sắc nhất của Thiền tông. Các Đại thiền sư như Triệu Châu Tòng Thẩm, Vân Môn Văn Yển, Lâm Tế Nghĩa Huyền, Tam Thánh Huệ Nhiên, Ngưỡng Sơn Huệ Tịch… đều diêu du đây đó sau khi đã đắc đạo nơi bản sư. Các cuộc đọ sức của Triệu Châu với các đệ tử đắc pháp của Mã Tổ vẫn còn vang vọng đến ngày nay.